# Wa (divisão autoadministrada)
A Wa (divisão auto-administrada) (birmanês:  ဝ ကိုယ်ပိုင်အုပ်ချုပ်ခွင့်ရ တိုင်း [wa̰ kòbàɪɴ ʔoʊʔtɕʰoʊʔ kʰwɪ̰ɴja̰ táɪɴ]) é uma divisão auto-administrada autônoma em Myanmar (Burma). Seu nome oficial foi anunciado por decreto em 20-08-2010.
A área foi declarada pelo governo como auto-administrada pelo povo Wa, e atualmente é administrada sob o governo do país. de facto independente Wa (estado), sob o nome oficial Wa Região Especial 2.

## Divisões administrativas
Conforme estipulado pela constituição de 2008, a região administrativa consiste nos seguintes townships no Shan (estado):
- Hopang (distrito)
  - Hopang (township)
  - Mongmao (township)
  - Pangwaun (township) (Panwai)
  - Namtit (subtownship)
  - Panlong (subtownship)
- Matman (distrito)
  - Matman (township) (Metman)
  - Namphan (township) (Nahpan)
  - Pangsang (township) (Pangkham)